# Euselasia tarinta
Euselasia tarinta är en fjärilsart som beskrevs av William Schaus 1902. Euselasia tarinta ingår i släktet Euselasia och familjen Riodinidae. Inga underarter finns listade i Catalogue of Life.